# コリン・アレン
コリン・アレン（Colin Allen、1938年5月9日 - ）は、イングランドのロック・ミュージシャン。ドラマー。

## 来歴

### 生い立ちと初期の来歴
ボーンマス出身。
ドラマーとしての初期には、デキシーランド・ジャズ・トリオやモダン・ジャズ・トリオで演奏していた。地元のホテルにあったジャズ・クラブでギタリストのアンディ・サマーズと出会い、彼とザ・ポール・ルーザー・トリオ、アンディ・サマーズ・カルテットなどを結成して一緒に演奏した。やがて、このジャズ・クラブで2人はズート・マネー（キーボード、ボーカル）に出会った。

### ズート・マネーズ・ビッグ・ロール・バンド、ダンタリアンズ・チャリオット
1965年、マネーが1961年秋に結成したR&Bグループのズート・マネーズ・ビッグ・ロール・バンドにサマーズと共に加入して、ロンドンで活動。1967年、バンドは解散して、マネー、サマーズ、アレン、パット・ドナルドソン（ベース）は、サイケデリック・ロック・バンドのダンタリアンズ・チャリオットを結成。彼等はマネーとサマーズが共作した'The Madman Running Through The Fields'をシングルとして発表した。

### ジョン・メイオール
ダンタリアンズ・チャリオットは1968年4月に解散し、マネーは活動の拠点をカリフォルニアに移した。一方、アレンはロンドンに残り、1968年、ジョン・メイオール・アンド・ザ・ブルースブレイカーズを解散したジョン・メイオールが制作した最初のソロ・アルバム"Blues from Laurel Canyon"に参加して、元ブルースブレイカーズのミック・テイラーと共演した。

### ストーン・ザ・クロウズ
1969年、マギー・ベル（ボーカル）、レスリー・ハーヴェイ（ギター）らを擁するスコットランドのストーン・ザ・クロウズに加入。1972年5月、ハーヴェイがスウォンジーでのコンサートのステージで感電死すると、ストーン・ザ・クロウズは6月にスコットランド出身のジミー・マカロックを迎えて活動を続けたが、1973年6月に解散した。

### フォーカス
1973年10月、オランダのプログレッシブ・ロック・バンドのフォーカスに、3代目ドラマーとして加入した。フォーカスの当時のプロデューサーは、アレンが参加したブルースブレイカーズの"Blues from Laurel Canyon"をプロデュースしたマイク・ヴァーノンだった。ヴァーノンは、脱退したピエール・ファン・デル・リンデンの後任を探していたメンバーにアレンを推薦した。彼はフォーカス初の外国人メンバーになった。
フォーカスは、メンバーのヤン・アッカーマンが1973年の『メロディ・メイカー』誌の人気投票でギタリスト部門の首位に選ばれるなど、既に国際的な成功を収めていた。アレンを迎えたフォーカスは、約1か月間のアメリカ・ツアーを行なった後、1974年1月から3月まで、ヴァーノンのプロデュースでアルバム『ハンバーガー・コンチェルト』を制作して5月に発表した。6月から12月までワールド・ツアーが行なわれ、7月には初の日本公演が催された。
しかし翌1975年2月、アレンは新作の制作が始まる直前に、突然、解雇を通告された。

### その後の活動
1977年、ストーン・ザ・クロウズの同僚だったロニー・リーハイ（キーボード）の誘いで、ドノヴァンのアルバム『旅立ち』の制作に参加し、引き続いてリーハイ、ミラー・アンダーソン（ギター）らとドノヴァンの国内ツアーに参加。さらに終了後に、共にアメリカに渡った。彼等はドノヴァンと別れた後、ストーン・ザ・クロウズの解散後にポール・マッカートニーのウイングスで活動していたマカロックと合流してザ・デュークスを結成するが、やがて離脱した。
ロサンゼルスに留まったアレンは、1980年、ロッド・スチュワートのアルバム『パンドラの匣』に客演。1982年には、メイオール、テイラー、フリートウッド・マックのジョン・マクヴィー〈ベース）に合流して、ジョン・メイオール・アンド・ザ・ブルースブレイカーズの再結成に参加して、1983年夏までライブ活動を行なった。
1984年、テイラーが音楽監督を務めるボブ・ディランのツアー・バンドに加入。テイラー、元フェイセズのイアン・マクレガン（キーボード）らと共に、ビル・グラハムがプロモートしてサンタナが第一部を務めるヨーロッパ・ツアーに参加し、ウェンブリー・スタジアムなどのステージに立った。同年、イギリスでの幾つかのコンサートの音源が収録された『リアル・ライブ』が発表された。
その後、パートナーと2人の間に生まれた幼い娘を連れてストックホルムに移り、音楽活動から遠ざかって生活していたが、2003年にマネーから電話を受け、彼が企画した「The British Legends of Rhythm and Blues UK tour」と称する約一か月間のツアーに参加してドラムを叩いた。2004年には、マネー、ベル、アンダーソン、コリン・ホジキンソン（ベース）らとブリティッシュ・ブルース・クインテットを結成して、2011年までヨーロッパ各地のブルース・クラブ、カフェ、小劇場、フェスティバル等でライブ活動を行なった。

### 引退
2014年6月、ロングハムのクラブで、The Egg Roll Bandの一員としてマネーらと慈善事業のためのライブ活動を行ない、それをもって引退した。
2018年、自伝を出版。

## ディスコグラフィ

### ズート・マネーズ・ビッグ・ロール・バンド
- It Should've Been Me（1965年）[8]
- Zoot!（1966年）[9]
- Were You There? Live 1966（1999年）[10]

### ダンタリアンズ・チャリオット
- The Madman Running Through The Fields / Sun Came Bursting Through My Cloud（1967年）[11]　7"シングル
- Chariot Rising（1996年）[12]　[注釈 16]

### ジョン・メイオール
- Blues From Laurel Canyon（1970年）

### ジョン・メイオール・アンド・ザ・ブルースブレイカーズ
- The 1982 Reunion Concert（1994年）

### ストーン・ザ・クロウズ
スタジオ・アルバム
- 『デビュー』 - Stone the Crows（1970年）
- 『オード・トゥ・ジョン・ロー』 - Ode to John Law（1970年）
- 『ティーンエイジ・リックス』 - Teenage Licks（1971年）[13]
- 『オンティニュアス・パフォーマンス』 - Ontinuous Performance（1971年）[14]

ライブ・アルバム
- The BBC Sessions Volume 1 (1969-1970)（1998年）[15]
- The BBC Sessions Volume 2: 1971-1972（1998年）[16]
- 『ラジオ・セッションズ 1969-1972』 - Radio Sessions 1969-72（1998年）[17]
- Live At The BBC（2021年）[18]

### フォーカス
スタジオ・アルバム
- 『ハンバーガー・コンチェルト』 – Hamburger Concerto（1974年）
- 『マザー・フォーカス』 – Mother Focus（1975年）

コンピレーション・アルバム
- Hocus Pocus: The Best of Focus（1975年）
- Hocus Pocus Box（2017年)
- Focus 50 Years Anthology 1970-1976（2020年)

### ドノヴァン
- Donovan（1977年）[19]

### ボブ・ディラン
- 『リアル・ライブ』（1984年）[20]

### The British Blues Quintet Featuring: Maggie Bell, Zoot Money, Miller Anderson, Colin Hodgkinson, Colin Allen
- Live In Glasgow（2007年）[21]

### 参加アルバム
- Top Topham - Ascension Heights（1970年）[22]
- Brian Auger & the Trinity - Befour（1970年）[23]
- Chris Barber - Drat That Fratle Rat!（1972年）[24]
- Tennent-Morrison - Tennent-Morrison（1972年）[25]
- Ellis - Why Not?（1973年）[26]
- Denny Laine - Ahh!…Laine（1973年）[27]
- Billy Lawrie - Ship Imagination（1973年）[28]
- Brian Joseph Friel - Brian Joseph Freil（1973年）[29]
- Sirkel & Co - Sirkel & Co（1977年）[30]
- Rod Stewart - Foolish Behaviour（1980年）[31]
- Robbie Patton - Distant Shores（1981年）[32]
- Totta & Hot N’Tots - Totta & Hot N’Tots featuring Spencer Bohren（1989年）[33]

## 著書
- Allen, Colin (2018). From Bournemouth to Beverly Hills: "Tales of a Tub-Thumper". Independently published. ISBN 978-1731511355